# Pe aripile vântului (roman)
Pe aripile vântului este un roman de dragoste/istoric scris de autoarea americană Margaret Mitchell. A fost publicat în mai 1936, iar în 1937 a câștigat Premiul Pulitzer pentru ficțiune. Este considerat a fi unul din Marile Romane Americane. În România a fost publicat în anul 1970 de Editura Univers în colecția Romanul secolului XX.

## Titlul
Inițial autoarea a intitulat cartea, Tomorrow is Another Day, „E și mâine o zi”, aceasta fiind ultima replică din roman. Alte titluri propuse au fost Bugles Sang True, Not in Our Stars și Tote the Weary Load. Titlul la care s-a decis autoarea este inspirat din primul vers al celei de-a treia strofe a poemului Non Sum Qualis Eram Bonae sub Regno Cynarae, scrisă de Ernest Dowson:
I have forgot much, Cynara! gone with the wind,
Flung roses, roses riotously with the throng,
Dancing, to put thy pale, lost lilies out of mind...
Scarlett O'Hara folosește această frază când se întreabă dacă plantația „Tara” e încă în picioare sau „e pe aripile vântului care a măturat Georgia”. Într-un sens general, titlul este o metaforă a schimbării stilului de viață existent în Sud dinaintea Războiului civil.

## Rezumat
Acțiunea romanului Pe aripile vântului are loc în Clayton County, Georgia și Atlanta, Statele Unite ale Americii în timpul Războiului Civil American (1861–1865) și al Epocii de reconstrucție (1865–1877) care urmează. Romanul se desfășoară în atmosfera creată de rebeliunea celor șapte state  din sud, printre care și Georgia,  care declară secesiunea  de Statele Unite ("Uniunea") și formează Confederația Statelor  Americii ("Confederația"), după ce Abraham Lincoln a fost ales președinte fără votul a zece state sudiste în care sclavagismul era legal. Astfel a început disputa ce avea să decidă soarta sclavilor de origine africană care reprezentau mâna de lucru pe plantațiile de bumbac din sudul Americii și în același timp ar fi putut deveni o sursă de salariați  ieftini în fabricile din nord. 
Povestea începe în aprilie 1861 la "Tara", plantația familiei O’Hara, o familie  de emigranți irlandezi prosperi. Scarlett O'Hara, fata cea mare a lui Gerald și Ellen O'Hara, la cei 16 ani ai săi, "nu era frumoasă", dar avea un farmec aparte care o făcea  să fie irezistibilă în ochii bărbaților, mai ales atunci când își propunea acest lucru.  Mai era doar o zi până la izbucnirea războiului.
Autoarea ne introduce treptat în farmecul Sudului american de altădată cu istoria și tradițiile sale, făcând o scurtă descriere a fiecăruia dintre personajele principale ce îmbină diversele trăsături de caracter moștenite de la înaintași: stilul și rafinamentul francez, politețea impecabilă engleză, impetuozitatea și încăpățânarea irlandeză.
Scarlett află că unul dintre curtezanii săi, Ashley Wilkes, se va logodi curând cu verișoara lui, Melanie Hamilton. Această veste o rănește profund și decide ca a doua zi, la picnicul organizat de familia Wilkes la "Doisprezece Stejari",  să îi mărturisească lui Ashley dragostea sa pentru el, convinsă că este doar o neînțelegere la mijloc. Ashley recunoaște că este sensibil la farmecul lui Scarlett,  dar o respinge politicos conștient fiind că nu vor putea face niciodată un cuplu fericit datorită personalităților lor atât de diferite. Scarlett se înfurie în urma reacției lui Ashley și are o izbucnire de nervi în bibliotecă, în timp ce restul domnișoarelor își fac conform obiceiului siesta într-o altă aripa a casei.
După plecarea lui Ashley, dă peste Rhett Butler, un om cu o reputație îndoielnica. Rhett este singur în bibliotecă  în momentul în care are loc discuția dintre Scarlett și Ashley,  însă cei doi nu își dau seama de prezența lui. Rhett o aplaudă amuzat pe Scarlett pentru nonconformismul și lipsa de  bune maniere pe care aceasta le afișează în dialogul cu iubitul său. Înfuriată si umilită, Scarlett îi declară lui Rhett "Nu meriți nici să îi lustruiești cizmele  lui Ashley!"
Imediat după aceea află că a fost declarat război și bărbații sunt nerăbdători să se înscrie.  Hotărâtă să se răzbune pe Ashley, pentru că o respinsese, Scarlett acceptă cererea de căsătorie a fratelui lui Melanie, Charles Hamilton. Două săptămâni mai târziu se căsătoresc, după care Charles pleacă pe front, unde moare de rujeolă, la două luni după începerea războiului. Văduvă la numai șaisprezece ani,ea este constrânsă de tradiție să se îmbrace în negru și să nu vorbească cu tineri, ca atare Scarlett este foarte deprimată.
Melanie, care stă în Atlanta cu mătușa Pittypat, o invită pe Scarlett să locuiască cu ele. În Atlanta, Scarlett își redobândește treptat energia și se implică în munca la spitalul unde sunt îngrijiți răniții de război și în alte acțiuni de benevolat organizate în sprijinul armatei confederate. Scarlett îl intâlnește din nou pe Rhett Butler la o serată dansantă organizată pentru strângerea de fonduri în sprijinul Confederației. Rhett crede ca războiul este o cauză pierdută, dar afacerile lui au profituri uriașe de pe urma acestuia.  În cadrul seratei, bărbații trebuie să liciteze pentru a putea dansa cu o doamna sau domnișoara, iar Rhett decide să liciteze "o sută cincizeci de dolari - în aur" pentru un dans cu Scarlett. Toată lumea este contrariată de alegerea lui deoarece Scarlett este văduvă, iar eticheta nu permite acest lucru. Melanie intervine pentru a-i lua apărarea lui Rhett subliniind generozitatea acestuia și sprijinul considerabil adus în acest fel Confederației, cauză pentru care luptă și soțul ei Ashley.
De Crăciun (1863), Ashley vine în permisie pentru a-și vedea soția. După câteva luni Atlanta este asediată (septembrie 1864),  iar populația este din ce în ce mai speriată, în timp ce sute de soldați răniți își fac apariția pe străzile orașului, mulți dintre ei murind sub ochii neputincioși ai medicilor și infirmierelor. Melanie este însărcinată dar nu poate apela la niciun medic pentru a o asista la naștere, toți fiind ocupați cu îngrijirea răniților. În acest haos general, Scarlett, rămasă fără niciun suport, tânjește după Tara și după prezența mamei ei căreia îi duce lipsa în aceste momente grele. Într-un final,  armata confederată este nevoită să arunce în aer depozitele de muniții din Atlanta și abandonează orașul în mâinile armatei unioniste.
Melanie naște un băiețel al cărui nume este Beauregard, după care Scarlett decide să se refugieze la Tara cu orice preț. Apeleaza la Rhett, pe care îl imploră să îi ducă pe ea, Wade, Melanie, Beau și Prissy la Tara. Rhett este amuzat de această idee riscantă, dar reușește să facă rost de o căruță veche și de un cal bătrân cu care pornesc cu toții în urma armatei confederate care se retrage din Atlanta.
În drum spre Tara, Rhett se răzgândește și pleacă pe front, lăsând-o singură pe Scarlett. Aceasta ajunge într-un sfârșit acasă, dar realizează repede cât de mult s-au schimbat lucrurile: tatăl ei, Gerald, și-a pierdut mințile, mama ei a murit, surorile ei sunt bolnave de febră tifoidă, iar sclavii au dispărut. La trecerea lor yankeii au ars tot bumbacul și nu mai e nici un pic de mâncare în casă.
Scarlett decide să nu se dea bătută și începe lupta istovitoare pentru asigurarea zilei de mâine pentru ea și toți cei aflați în grija ei. Decide să cultive pământul pentru a avea cu ce să îi hrănească. În tot acest timp sunt frecvente atacurile yankeilor care jefuiesc și dau foc plantațiilor.  
Zilnic, soldați obosiți ai armatei confederate se opresc la Tara pentru un pic de mâncare și odihnă în drumul lor spre casa. Într-un târziu, apare și Ashley Wilkes, istovit și distrus sufletește de războiul care tocmai se terminase. Viața la Tara pare să reintre treptat în normal până într-o buna zi când mărirea bruscă a impozitului le amenință din nou siguranța zilei de mâine.
Scarlett cunoaște o singură persoană care are suficienți bani pentru a o putea ajuta să plătească impozitul: Rhett Butler. Pleacă la Atlanta pentru a-l găsi, dar află cu stupoare că Rhett este închis. Plecând de la închisoarea unde îl vizitase pe Rhett în speranța că ar putea totuși să obțină niște bani de la el, Scarlett îl întâlnește pe Frank Kennedy, logodnicul surorii sale Suellen, care are un mic magazin în Atlanta. Realizează imediat că și Frank are bani, deci decide pe loc să îl convingă că Suellen s-a răzgândit în privința măritișului cu el. În mai puțin de două săptămâni Scarlett reușește să îl cucerească și să îl determine să se căsătorească cu ea. Dorind să o vadă pe soția lui fericită, Frank îi dă imediat banii necesari să plătească impozitul la Tara.
La un moment dat, în timp ce Frank este nevoit să stea la pat din cauza unei răceli, Scarlett aruncă o privire în registrele contabile ale magazinului și descoperă cu uimire cât de multă lume cumpără pe datorie de la magazinul soțului ei. Îngrozită de perspectiva lipsei de bani și de impozitele tot mai mari, decide să preia controlul afacerii. De asemenea, face un împrumut la Rhett pentru a cumpăra un gater și se ocupă personal de comerțul cu cherestea, atrăgându-și astfel dezaprobarea majorității cetățenilor onorabili din Atlanta. Spre marea bucurie a lui Frank, află curând că este gravidă, lucru care o face să își întrerupă activitatea pentru o perioadă. Îl determină pe Ashley să vină în Atlanta  ca să preia conducerea gaterului și totodată pentru a-l avea din nou aproape de ea. La insistența lui Melanie, Ashley acceptă. Melanie devine în curând arbitrul și sufletul societății aristocrate din Atlanta iar Scarlett dă naștere unei fetițe căreia îi pune numele Ella Lorena, în amintirea mamei sale.
În Georgia este decretată legea marțială din cauza numeroaselor atacuri și crime comise  în haosul lăsat de război și  în plin proces de destrămare a unei lumi și înlocuire a ei cu noile valori aduse din nord. Scarlett are întotdeauna la ea pistolul lui Frank deoarece drumul către gater trece prin zone ale orașului cu o rată mare de criminalitate. Într-o seară, în drum spre casă, Scarlett este acostată de doi bărbați care încearcă să o atace, dar reușește în cele din urmă să scape cu ajutorul lui Big Sam, unul dintre foștii sclavi de la Tara. Frank încearcă să își răzbune soția participând la un raid al Ku Klux Klan-ului, în urma căruia este împușcat mortal. Scarlett este astfel văduva pentru a doua oară.
Cuprinsă de teamă și de remușcări, Scarlett i se confesează lui Rhett. Acesta profită de ocazie și o cere in căsătorie , spunându-i că "și-a dorit întotdeauna să o aibă, într-un fel sau altul". Scarlett îi declară însă că nu îl iubește și că nu vrea să se recăsătorească. Cu toate acestea, în urma unui sărut pasional al lui Rhett și în același timp atrasă de siguranța pe care i-o oferă noua căsătorie, acceptă să se mărite cu el. Peste un an, Scarlett și Rhett își anunță logodna.
Vestea viitoarei căsătorii se răspândește rapid în oraș. Domnul și doamna Butler își petrec luna de miere în New Orleans, cheltuind nebunește. La întoarcerea în Atlanta, cuplul se mută într-un apartament de lux al unui hotel central din Atlanta așteptând terminarea construcției noii lor case. Scarlett își dorește o casă modernă , asemănătoare celei văzute într-o revistă,  cu tapet roșu, covoare groase roșii și mobilă neagra de nuc. Rhett considera stilul oribil, dar acceptă pentru a-i face plăcere lui Scarlett. La scurt timp după ce familia Butler se mută în noua casă, Scarlett  îl anunță furioasă că vor avea un copil, pe care ea personal nu și-l dorește. 
Wade are șapte ani în 1869 când vine pe lume sora lui, Eugenie Victoria, care poartă numele a doua regine. Are ochi albaștri ca Gerald O'Hara si Melanie o poreclește "Bonnie Blue" , făcând referire la steagul Bonnie Blue al Confederației.
Când Scarlett se reface după naștere, revine la gater unde se întâlnește cu Ashley, pe care îl găsește singur în birou. În timpul conversației, ajunge la concluzia că Ashley o mai iubește și că ar putea fi gelos pe Rhett, ceea ce îi dă din nou speranțe. Revenind acasă, Scarlett îl anunță pe Rhett că nu mai vrea să aibă alți copii. Din acel moment, Scarlett și Rhett au dormitoare separate iar Bonnie doarme într-un pătuț lângă patul lui Rhett, cu lumina aprinsă, fiindcă îi este teamă de întuneric. Rhett își îndreaptă toată dragostea și energia către Bonnie, se ocupă de educația ei, o răsfață și își schimbă până și obiceiurile pentru a nu-i afecta mai târziu reputația fetitei.
Melanie organizează o petrecere surpriză cu ocazia zilei de naștere a lui Ashley. Scarlett merge la gater pentru a-l reține acolo până la începerea petrecerii, o rară oportunitate pentru ea de a fi singură cu Ashley. În momentul în care îl vede, are brusc senzația că s-a întors în timp și are din nou șaisprezece ani, iar Ashley remarcă de asemenea cât de frumoasă a rămas in pofida încercărilor prin care a trecut. Își amintesc apoi cu nostalgie de trecutul și de lumea lor apusă și ochii lui Scarlett se umplu de lacrimi iar Ashley o strânge în brațe ca pe un copil ca să o consoleze. În acel moment, ușa se deschide și apare India Wilkes, sora lui Ashley care nu pierde ocazia să înceapă să răspândească zvonuri de adulter încă înainte de începerea petrecerii, zvonuri care ajung bineînțeles și la urechile lui Rhett și Melanie. Cu distincția sa desăvârșită, Melanie refuză sa asculte orice bârfă legata de cumnata sa căreia îi datorează atât de mult și îi cere Indiei Wilkes, să părăsească casa, cu riscul unei rupturi în familie.
Rhett vine acasă mai beat ca niciodată și o invită pe Scarlett să bea împreună cu el. Dorind să își ascundă teama pe care i-o generează starea lui, Scarlett acceptă să bea un pahar și încearcă apoi să se retragă repede în camera ei. Rhett  o oprește și îi mărturisește că este gelos pe Ashley acuzând-o pe Scarlett că visează cu ochii deschiși în privința dragostei ei pentru Ashley. Îi spune de asemenea că ar fi putut sa fi fericiți împreună, "pentru că el o iubește așa cum este ea în realitate". După aceea, o duce în brațe în dormitor unde petrec o noapte de dragoste.
A doua zi Rhett pleacă din Atlanta cu Bonnie și Prissy și revine doar peste trei luni. Scarlett îi simte lipsa și este nesigură de iubirea lui, conștientă fiind că declarația sa fusese făcută la beție. Afla de asemenea că a rămas însărcinată din nou.
Când Rhett se întoarce acasă și află că aceasta e însărcinată, o întreabă, sarcastic, dacă e copilul lui Ashley și remarcă că cu puțin noroc o să piardă sarcina. Rănită și jignită, aceasta se repede la el, dar Rhett se dă la o parte și ea alunecă și cade pe scări, rupându-și niște coaste și pierzând copilul. Rhett e cuprins de remușcări, crezând că a omorât-o, și se duce la Melanie, căreia îi mărturisește că e gelos și că o iubește cu adevărat pe Scarlett.
Aceasta pleacă la Tara, ca să se refacă, luându-i pe Wade și Ella cu ea. Când se întoarce, îi vinde afacerea lui Ashley. Atitudinea lui Rhett se schimbă perceptibil, el fiind mult mai politicos, amabil și aparent neinteresat.
În 1873, Bonnie are patru ani. Tatăl ei îi cumpără un ponei, pe care aceasta îl numește „Domnul Butler”. O învață să călărească, apoi plătește un băiat să învețe poneiul să sară. Bonnie începe să petreacă foarte mult timp, sărind peste obstacole, și, într-o zi, reușește să îl convingă pe tatăl ei să ridice bara mai sus. Pregătindu-se să sară, aceasta strigă "Mamă, privește-mă cum o iau pe asta!", repetând cuvintele spuse de bunicul ei înainte de moarte. Scarlett încearcă fără succes să o oprească, dar aceasta sare, poneiul se împiedică și Bonnie cade din șa și moare.
În zilele și lunile care urmează, Rhett este în permanență beat și neconsolat, dar Scarlett, care suferă la fel de mult ca el, reușește totuși să își înfrangă durerea mai bine. Nu mult după aceea intervine moartea neașteptată a lui Melanie, care îl determină pe Rhett să părăsească Atlanta și să rătăcească în lume  în căutarea liniștii și demnității senine a Sudului de altădată. În același timp , Scarlett realizează că nu îl mai iubește pe Ashley de mult timp și că este îndrăgostită de fapt de Rhett. Descoperă cu durere că acesta a plecat, dar potrivit caracterului său își propune să nu abandoneze speranța și să îl recucerească. În final decide să plece la Tara pentru a-și recăpăta energia și se consolează ca întotdeauna la gândul că: „E și mâine o zi”.

## Personaje

### Personaje principale
- Katie Scarlett (O'Hara) Hamilton Kennedy Butler este descrisă ca având o „față atrăgătoare, cu bărbia ascuțită și fălci puternice. Ochii, puțin migdalați și mărginiți de gene dese, erau de un verde deschis, fără cea mai mică nuanță căpruie. Sprâncenele, groase și negre, desenau o neașteptată linie oblică pe pielea albă ca magnolia”.
- Rhett Butler
- Ashley Wilkes
- Melanie Hamilton Wilkes

### Personaje secundare
- Wade Hampton Hamilton
- Ella Lorena Kennedy
- Eugenie Victoria "Bonnie Blue" Butler
- Beau Wilkes
- India Wilkes
- Honey Wilkes
- John Wilkes
- Gerald O'Hara
- Ellen O'Hara
- Suellen O'Hara
- Carreen O'Hara
- Eulalie
- Pauline
- Mammy Abigail
- Prissy
- Pork
- Dilcey
- Charles Hamilton
- Frank Kennedy
- Belle Watling
- Jonas Wilkerson
- Emmie Slattery
- Will Benteen
- Aunt Pittypat Hamilton